# Heterochernes novaezealandiae
Genre
Espèce
Synonymes
- Austrochernes novaezealandiae Beier, 1932

Heterochernes novaezealandiae, unique représentant du genre Heterochernes, est une espèce de pseudoscorpions de la famille des Chernetidae.

## Distribution
Cette espèce est endémique de Nouvelle-Zélande.

## Description
Heterochernes novaezealandiae mesure 4 mm.

## Publications originales
- Beier, 1932 : Pseudoscorpionidea II. Subord. C. Cheliferinea. Tierreich, vol. 58, p. 1-294.
- Beier, 1966 : Zur Kenntnis der Pseudoscorpioniden-Fauna Neu-Seelands. Pacific Insects, vol. 8, p. 363-379.